# Champs-sur-Yonne
Champs-sur-Yonne es una localidad y comuna francesa situada en la región de Borgoña, departamento de Yonne, en el distrito de Auxerre y cantón de Auxerre-Est.

## Demografía
| 400 | 485 | 512 | 464 | 564 | 565 | 654 | 660 | 597 | 615 | 641 | 638 | 618 | 634 | 664 | 650 | 623 | 525 | 546 | 525 | 437 | 462 | 456 | 491 | 548 | 635 | 721 | 820 | 1163 | 1489 | 1525 | 1382 | 1557 |
| Para los censos de 1962 a 1999 la población legal corresponde a la población sin duplicidades (Fuente: INSEE [Consultar]) |     |     |     |     |     |     |     |     |     |     |     |     |     |     |     |     |     |     |     |     |     |     |     |     |     |     |     |      |      |      |      |      |